# Улица Япеева
Улица Япе́ева (тат. Япеев урамы) — улица в Вахитовском районе Казани.

## Расположение
Улица Япеева начинается от перекрёстка с улицей Дзержинского, пролегает с юга на север и заканчивается на пересечении с улицей Федосеевской. Улица Япеева пересекает улицы Карла Маркса, Большую Красную, Бехтерева и Нагорную.

## История
В советское время улица Поперечно-Казанская была переименована в улицу Красина в честь советского и партийного деятеля Л. Б. Красина.
В 1997 году была переименована в улицу Япеева в честь Япеева Салиха Зелялетдиновича (1914—1993), генерал-лейтенанта внутренней службы, министра внутренних дел ТАССР (1954—1978).

## Здания
- Отдел полиции № 16, Япеева, Управления МВД РФ по г. Казани
- МАОУ «Средняя общеобразовательная школа № 39 с углубленным изучением английского языка»
- Республиканский клинический онкологический диспансер
- Следственный изолятор 1 УФСИН России по Республики Татарстан

## Объекты культурного наследия
- Япеева, 2 Церковь Макария XIX в.[4]
- Япеева, 6 Здание комплекса Адмиралтейской конторы 1774 г., арх. Кафтырев В. И.[5]
- Япеева, 8/2 — жилой дом Татпроекта (арх. Махмут Игламов[тат.], 1950 г.).[6]
- Япеева, 8/9 — жилой дом Горжилуправления.[7]
- Япеева, 9 Дом Лихачёвых 1834 г., арх. Пятницкий П. Г.[8]
- Япеева, 13 Дом Чекмарёва — Вилькена 1777 г.[9]
- Япеева, 14 Здание гимназии Мануйловой 1911 г.[10]
- Япеева, 15 музей Л. Н. Толстого[11][12]

## Фотогалерея

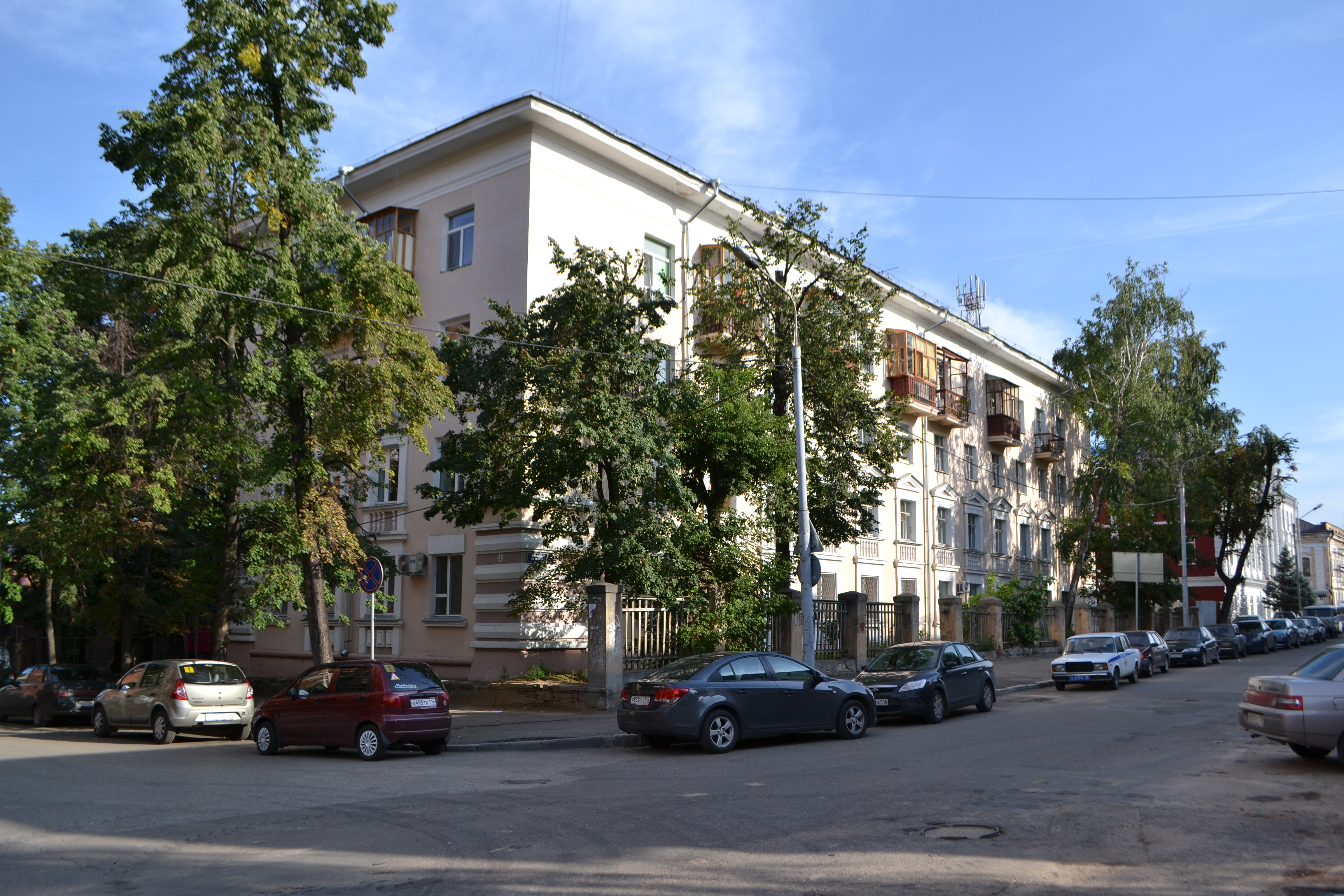
Жилой дом, ул. Япеева, 8
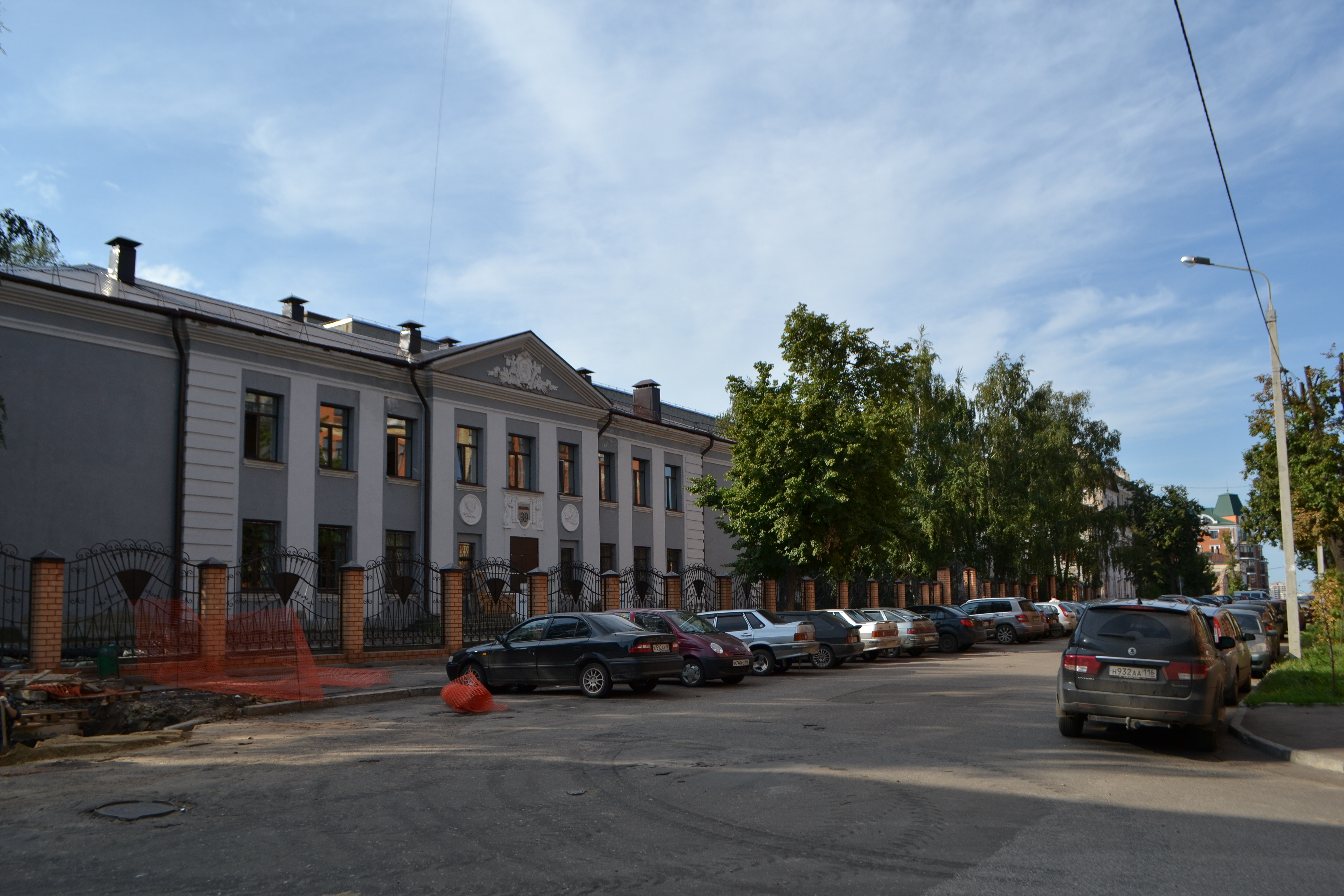
Школа №39 ул. Япеева, 11
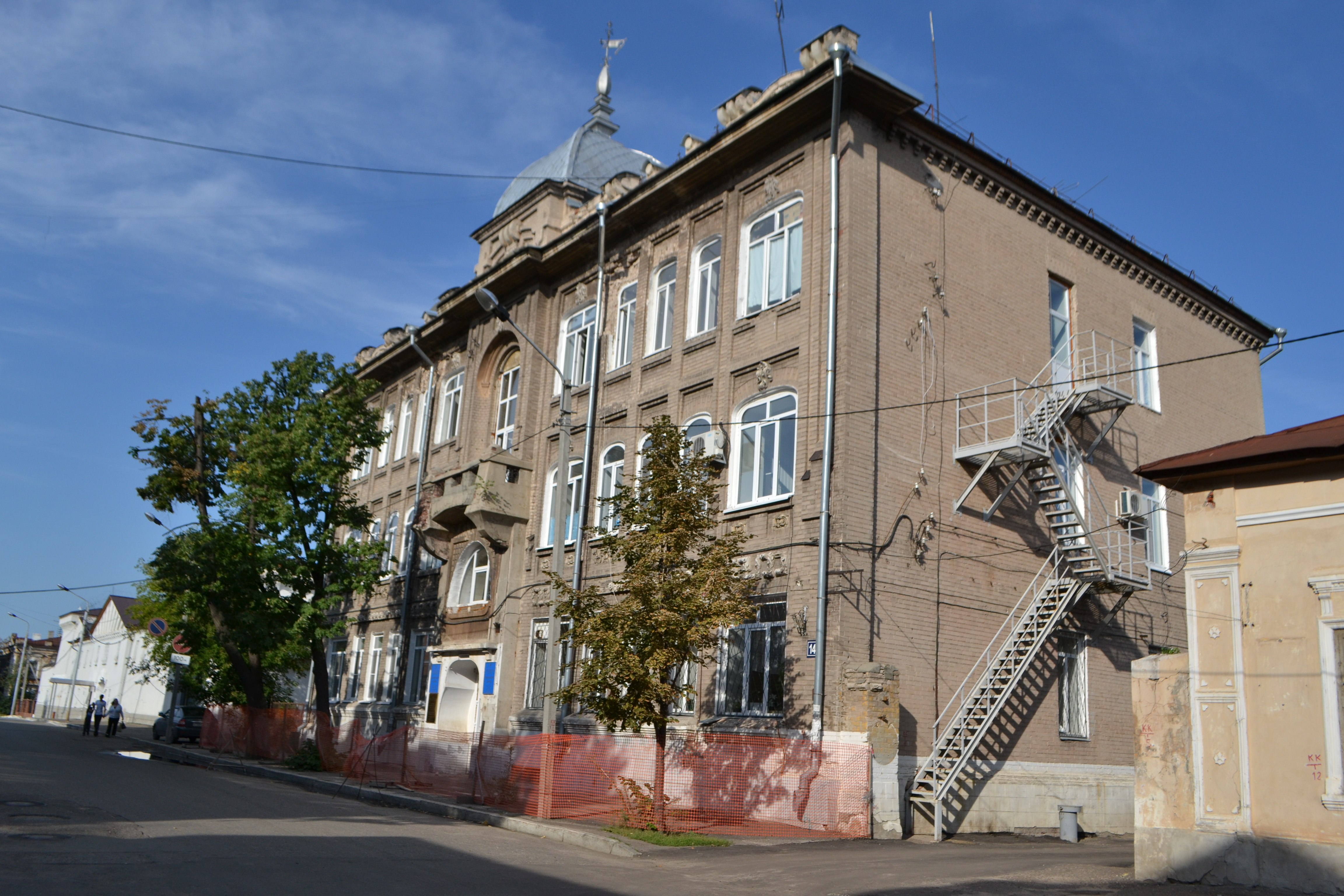
Здание гимназии Мануйловой (1911) ул. Япеева, 14
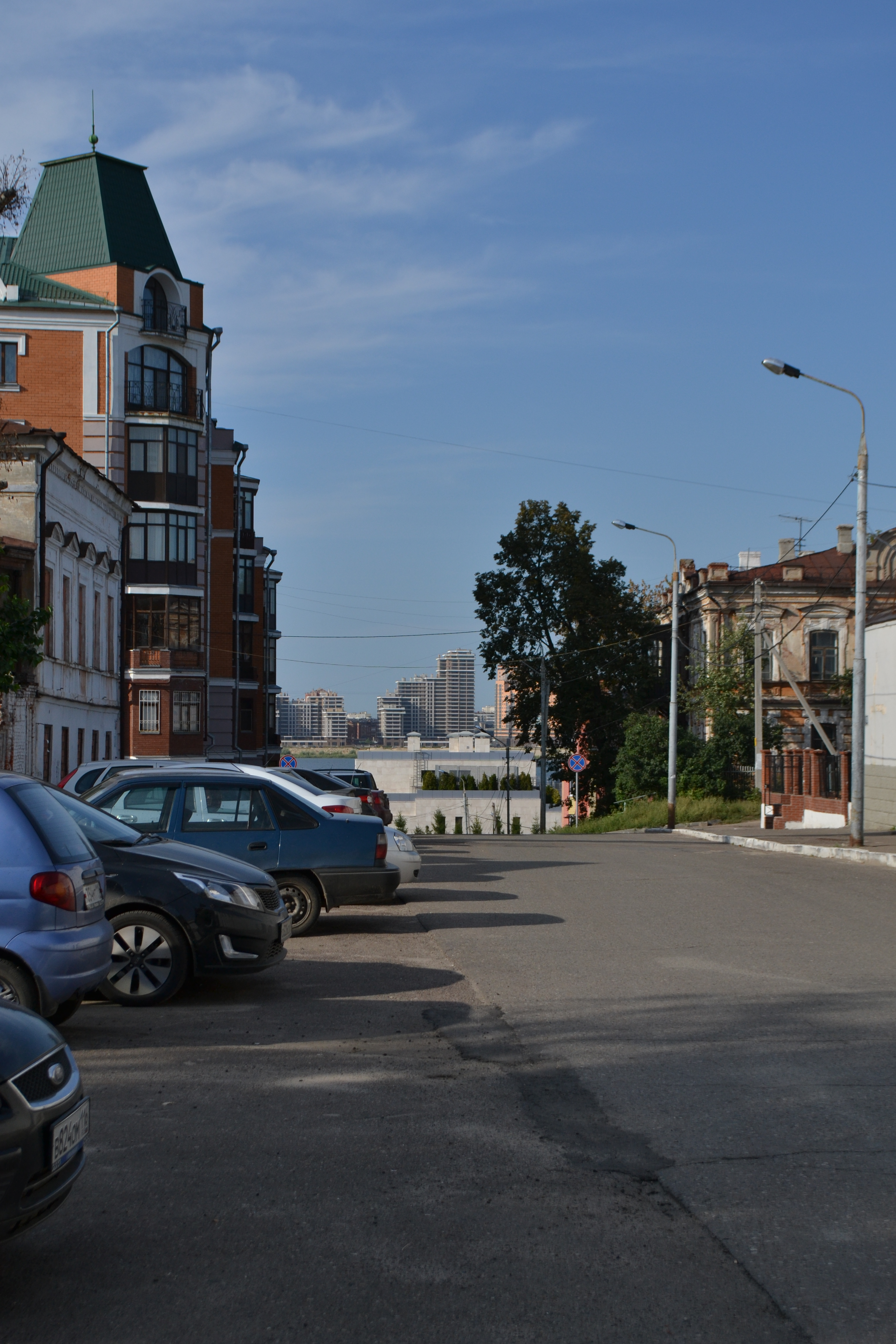
ул. Япеева
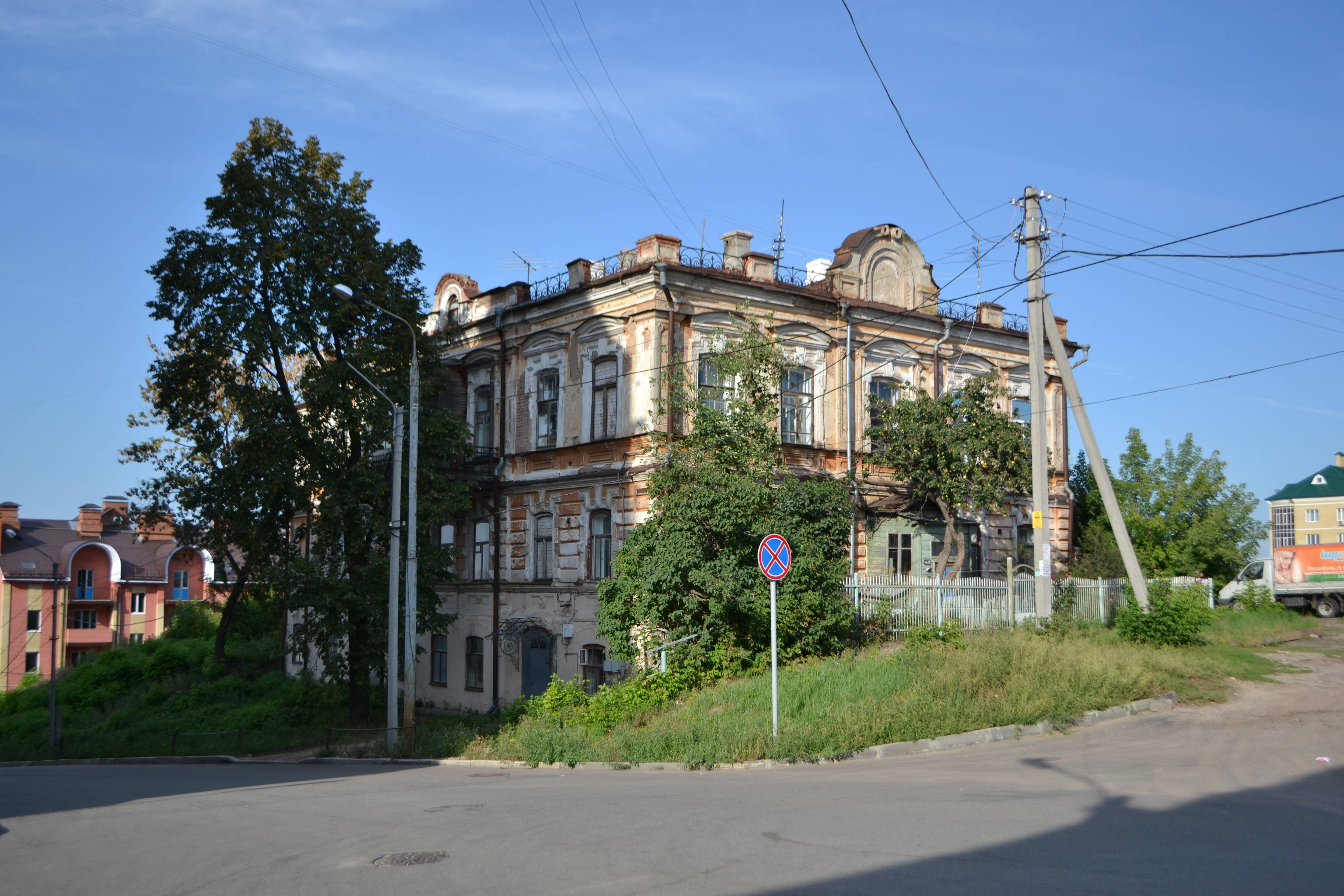
ул. Япеева, 18